# Охо
Охо (応保) је јапанска ера (ненко) која је настала после Еирјаку и пре Чокан ере. Временски је трајала од септембра 1161. до марта 1163. године и припадала је Хејан периоду. Владајући монарх био је цар Ниџо.

## Важнији догађаји Охо ере
- 1161. (Охо 1, други месец): Цар посећује храм Касуга као и остале стациониране у непосредној близини престонице.[3]
- 31. јул 1162. (Охо 2, осамнаести дан шестог месеца): Умире Фуџивара но Тадазане.[4]